# Kurfürstenquelle
Koordinaten: 50° 42′ 32,4″ N, 7° 2′ 47,4″ O
Die Kurfürstenquelle befindet sich im Duisdorfer Oberdorf in Bonn. Über der eigentlichen Quelle befindet sich ein Brunnenhaus, das auch Kurfürstenbrunnen genannt wird. Es handelt sich dabei um ein niedriges langgestrecktes Gebäude mit schwarzen Dachziegeln. Die Quelle diente einst der Wasserversorgung des römischen Legionslagers sowie in späterer Zeit der kölnisch-kurfürstlichen Schlösser in Bonn. Sie speist den Dichbach. Zur Verdeutlichung des Zusammenhangs zwischen dem unscheinbaren Brunnenhaus, in dessen Frontseite das Kurfürstliche Wappen aus Sandstein eingearbeitet ist, und der Quelle des Dichbachs wurde dieser auf der gegenüberliegenden Straßenseite in eine trogähnliche Steinfassung geleitet und der kleine Platz mit Holzbänken zum Ausruhen versehen.
Die Brunnenanlage steht als Baudenkmal unter Denkmalschutz.